# Казе Барп (Белуно)
Казе Барп (итал. Case Barp) је насеље у Италији у округу Белуно, региону Венето.
Према процени из 2011. у насељу је живело 17 становника. Насеље се налази на надморској висини од 391 м.